# 沈近思
沈近思（1671年—1727年），字位山，号闇斋，浙江錢塘縣（今屬杭州市臨平區）人，中國清朝官員。

## 生平
沈近思九岁成孤兒，送灵隐寺撫養。主僧爱其敏慧，供其读书应试，進入钱塘县学。康熙三十八年（1699年）中举人，次年（1700年）中庚辰科进士，任临颍县知县，任內建紫阳书院及双忠（岳飞、于谦）祠。升任广西南宁府同知，不久因病请归。后又被推荐监督清河东裕仓，未满两月，於康熙六十年（1721年）擔任臺灣府知府。雍正元年（1723年）任吏部文选司郎中，升太仆寺卿。不久，又升吏部侍郎。四年（1726年）主持江南试。次年春，升任都察院左都御史。卒赠礼部尚书、太子太傅，谥端恪。

## 著作
著有《偶见录》、《小学咏》、《真味诗录》、《励志杂录》、《天鉴堂诗文集》等。

## 圖集

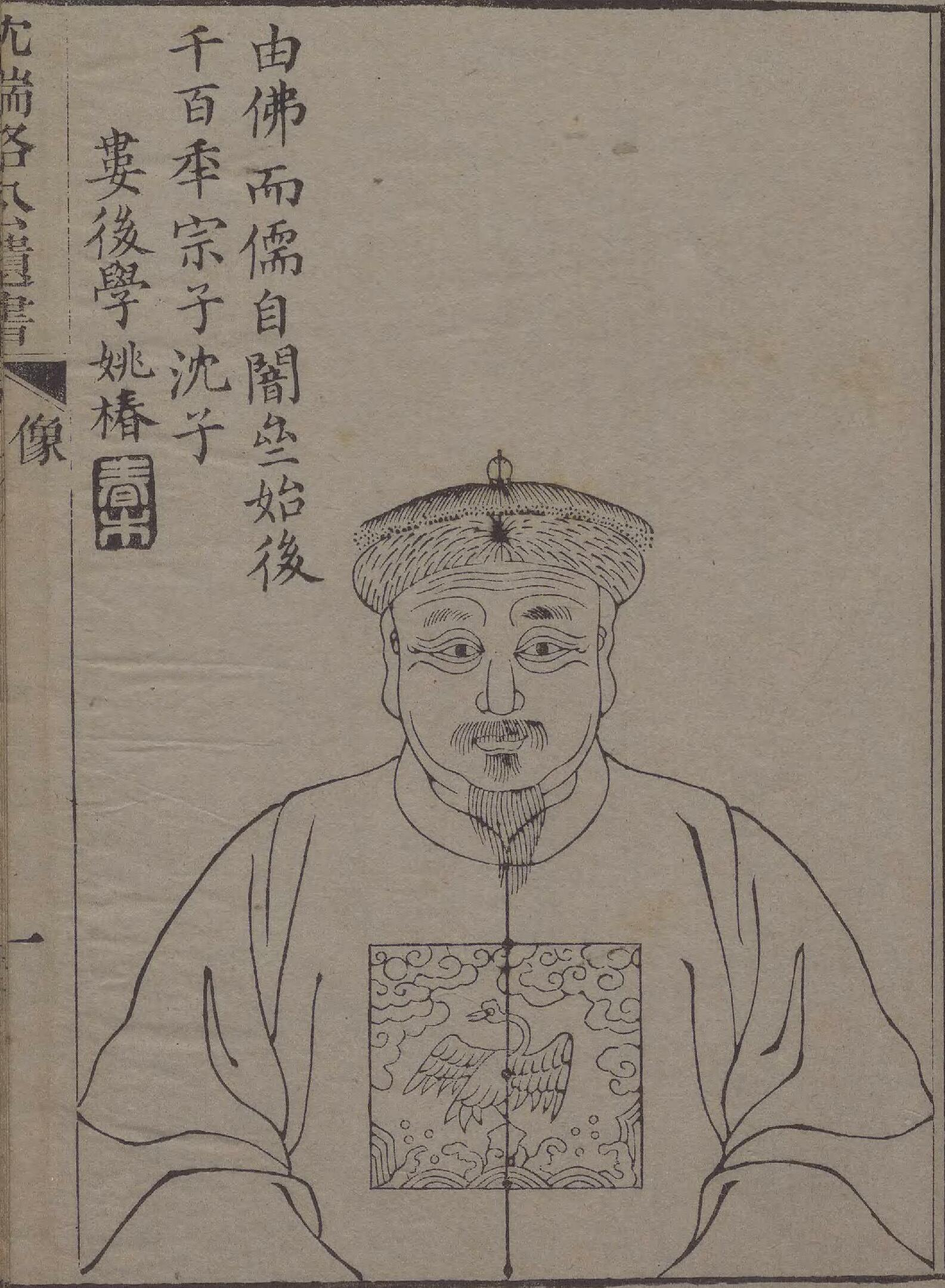
沈近思像

## 延伸阅读
[在维基数据编辑]
 《清史稿·卷297》
 《清史稿·卷290》，出自趙爾巽《清史稿》
 在维基共享资源阅览影像